# Spathelia belizensis
Genre
Classification phylogénétique
Spathelia belizensis est une espèce de plantes à fleurs de la famille des Rutaceae originaire du Belize. Elle a été décrite en 2016.

## Description
Spathelia belizensis est un arbre non ramifié atteignant 16 mètres de haut et ressemblant aux palmiers.
Son tronc est mince et rétrécit près de l'inflorescence, rempli de cicatrices foliaires et son écorse est brun grisâtre.
Son feuillage est en couronne distale. Les feuilles sont alternes, imparipennées, au contour elliptique-oblancéolé, disposées en spirale autour du tronc et mesurant d'1 à 1,2 mètre de long sur 19 à 22 cm de large. Les pétioles font 10 à 15 cm de long et sont pubescents. Les folioles sont au nombre de 75 à 91, sessiles, à base cordée ou arrondie mesurent de 4 à 12 cm de longueur et 1,2 à 2,5 cm de largeur (plus on va vers l'extrémité des feuilles, plus elles sont petites), sont opposées sur une majeure partie de la feuille mais alternes vers la partie distale, apex acuminé, à bord crénelé (ou sinué sur les folioles basales) et présence de nombreuses glandes sébacées (à huile).
L'inflorescence mesurant 1 mètre de long et de large, frondo-bractéate, thyrse terminal en forme de panicule.  Les fleurs sont en cymes botryoïdes lâches. Les pédicelle sont stringeux[Quoi ?], de 5 à 9 mm de long. Il y a 6 pétales blancs, oblongs-ovés, obtus au sommet avec une glande apicale. Le calice est vert, faiblement charnu, stringeux, sépales inégaux, oblongs-lancéolés, de 1,2 à 1,5 mm de long, avec une glande apicale élargie. Le pistil mesure 1,5 mm de long, sans ailes ou légèrement ailée à la base et avec septulose sur la moitié inférieure. Le gynécée est oblong, mesurant 4 mm de long et trigone.
Les fruits à contours ovales et à sommet obtus, possèdent des ailes trigones, virant du vert au brun rougeâtre. L'endocarpe est faiblement ligneuse et présente une cavité dorsale.

## Distribution et habitat
Spathelia belinzensis est une espèce endémique du Belize. Elle pousse dans le nord de la réserve de Golden Stream Corridor dans les parties adjacentes à la réserve forestière du fleuve Columbia. Elles se développent à une altitude de 80 à 250 mètres sur des pentes calcaires et abrupte des collines du Crétacé. Il s'agit de la première espèce de Spathelia découverte en dehors des Antilles.

## État de conservation
Les données recueillies actuellement ne permettent de déduire s'il s'agit d'une espèce en danger ou non.